# Synodus scituliceps
Anoli liguise
Espèce
Statut de conservation UICN

 LC 24 mai 2007 : Préoccupation mineure
Synodus scituliceps, l’Anoli liguise, est une espèce de poissons de la famille des Synodontidae.

## Systématique
L'espèce Synodus scituliceps a été décrite pour la première fois en 1882 par David Starr Jordan (1851-1931) et Charles Henry Gilbert (1859-1928).

## Distribution
Cette espèce se croise dans l'océan Pacifique Est, plus particulièrement au large des côtes du Mexique, des Galápagos, du Panama, du Costa-Rica, du Nicaragua, de la Colombie, de l'Équateur et du Pérou à des profondeurs variant entre 2 et 30 m.

## Description
Synodus scituliceps a une longueur variant de 7,4 à 51 cm pour un poids variant de 71,90 à 808,00 g.
C'est un poisson de couleur argent, plutôt sombre sur le dos et clair sur le ventre, à l'exception de sa queue, qui est également sombre.

## Étymologie
Son épithète spécifique, scituliceps, du latin scitulus « svelte », et ceps « tête », vient de la forme élancée et fine de sa tête.

## Comportement

### Prédateurs
Lorsqu'un spécimen vit à de faibles profondeurs et sort des sédiments pour capturer ses proies, il peut être la proie d'oiseaux marins comme la frégate superbe.

### Proies
Synodus scituliceps se nourrit principalement de poissons plus petits et de zooplancton

## Écologie et environnement
Synodus scituliceps vit dans la zone benthique de la zone intertropicale de l'océan Pacifique est, où l'espèce chasse en enfouissant son corps dans les sédiments, et en jaillissant pour saisir les proies qui passent à proximité.

## Publication originale
- (en) David Starr Jordan et Charles H. Gilbert, « Descriptions of thirty-three new species of fishes from Mazatlan, Mexico », Proceedings of the United States National Museum, Washington, vol. 4, no 237,‎ 1882, p. 338–365 (ISSN 0096-3801 et 2377-6560, OCLC 1259735, DOI 10.5479/SI.00963801.4-237.338).